# Agitprop

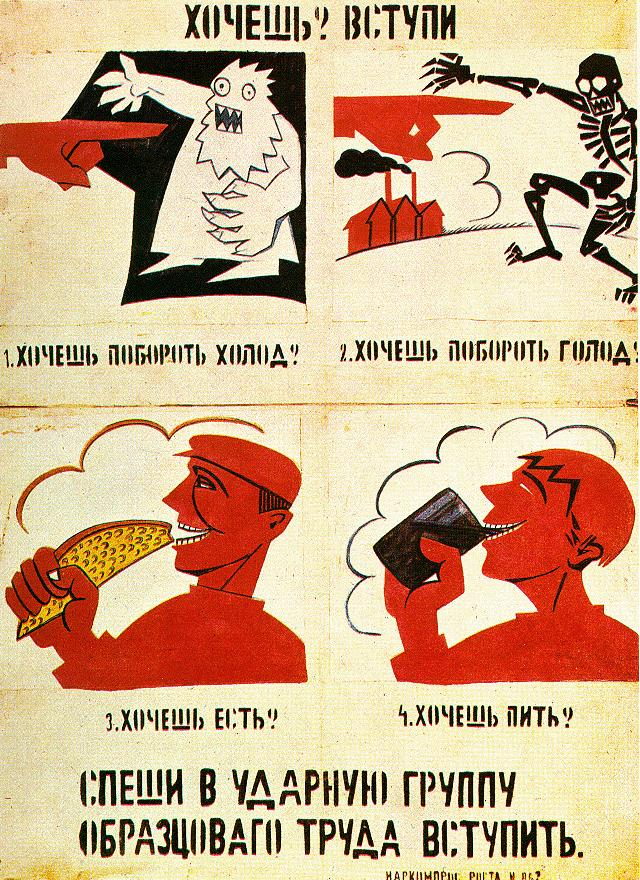
Pòster agitprop, per Vladímir Maiakovski titulat: "Ho vols? Afilia't"
"1. Vols vèncer el fred?
2. Vols vèncer la fam?
3. Vols menjar?
4. Vols beure?
Afanya't a unir-te a les brigades de xoc de tasca exemplar!"

Agitprop és un mot creuat que significa «propaganda d'agitació». L'agitprop és una estratègia política desenvolupada per Plekànov i Lenin a la Rússia bolxevic. Prové de la paraula russa агитпроп.
Consistia a difondre unes idees determinades (marxistes-leninistes en origen), a través de l'art o la literatura, per influir en l'opinió pública (si no adoctrinar-la) i obtenir-ne beneficis polítics. És un moviment artístic que va néixer als anys vint del segle xx i predecessor del realisme socialista. Actualment, però, aquesta paraula es fa servir d'una manera més àmplia per referir-se a la propaganda política que es fa des dels mitjans de comunicació, sovint amb una connotació menyspreativa.